# Breitner
Overath Breitner da Silva Medina, mais conhecido como Breitner (Barcelona, 9 de setembro de 1989), é um ex-futebolista venezuelano naturalizado brasileiro.
Filho de pai brasileiro e mãe venezuelana, carrega o nome em homenagem a Wolfgang Overath e Paul Breitner, dois jogadores da seleção alemã dos anos 70.
Foi o primeiro venezuelano a atuar pelo Santos FC.

## Carreira

### Jogador
Em 1999, Joaquim Roberto da Silva trouxe o filho para o Brasil, então com nove anos, que foi deixado no país sob os cuidados do ex-jogador Paulo César Carpegiani. Dono de uma escolinha no Rio Grande do Sul, enquanto visitava o CT da equipe com seu pai, Bretiner fez um gol olímpico de encher os olhos do comandante. Da Silva voltou ao país onde morava com a mulher e o outro filho, Roberto Prosinecki (assim chamado em homenagem ao jogador croata Robert Prosinecki).
Na base, do RS Futebol Clube, onde atuou com Éderson, Naldo e Thiago Silva, ele foi para o Inter e posteriormente ao Santos, onde chegou no sub-15. Recusou convocações para os times sub-15 e sub-17 da Venezuela, só atendendo a seleção no sub-20.
Foi campeão paulista Sub-20 em 2007 e 2008 e subiu ao profissional do Santos em 2010 junto com a geração Neymar. Fez um gol na campanha do título da Copa do Brasil de 2010, na vitória por 3 a 2 sobre o Guarani, em Campinas. No entanto, o jogador não conseguiu se firmar no profissional e, em 2011, foi emprestado ao Figueirense, onde disputou 19 jogos pelo estadual, e ao Criciúma, onde participou de 11 partidas na Série B.
Em 2012, voltou ao Peixe, mas novamente não convenceu e, depois do Paulista, foi emprestado ao Náutico. Depois ainda passou por Araxá e XV de Piracicaba.
Em 2014, sem espaço no Santos, o meia entrou na Justiça para conseguir a rescisão contratual alegando atraso no pagamento de direitos de imagem e conseguiu a sua liberação. No Santos, foram apenas 27 jogos e dois gols marcados.
Passou pelo Mineros, da Venezuela, e depois seguiu carreira em Portugal, passando por União da Ilha da Madeira, Leixões e Arouca, seu último clube.

### Após aposentadoria
Após encerrar a carreira nos campos, passou a jogar futevôlei.
Em 2021, fundou uma empresa de gestão de carreira de atletas profissionais e de categorias de base, de treinadores de futebol, além de representação de clubes.

## Títulos
Santos
- Campeonato Paulista Sub-20: 2007 e 2008
- Campeonato Paulista: 2010[13]  e 2012
- Copa do Brasil: 2010[14]